# Erich Engels (SS-Mitglied)
Erich Engels (* 11. September 1908 in Tecklenburg; † 19. Mai 1951 in Warschau) war ein deutscher Kriminalkommissar, SS-Führer und Täter des Holocaust.

## Biografie
Erich Engels wurde als Sohn eines Beamten geboren. Er absolvierte seine Schullaufbahn in Arolsen zunächst an der Volksschule und später an einem Realreformgymnasium, das er jedoch vor Erlangung des Abiturs verließ. Engels war danach im Hotelfach tätig und wurde 1930 Mitglied der SA. Der NSDAP trat er zum 1. Februar 1930 bei (Mitgliedsnummer 201.138). Zu Beginn des Jahres 1934 ging er zur Reichswehr. Ab Oktober 1935 war Engels bei der Stapoleitstelle Kassel angestellt und zwei Jahre später zum Kriminalkommissar befördert. Danach wurde er zur Stapostelle Bielefeld versetzt und war ab Sommer 1939 in Ungarisch-Hradisch tätig. Anfang Juli 1938 trat er der SS bei (SS-Nummer 290.989). In der SS stieg Engels bis 1942 zum SS-Hauptsturmführer auf.
Nach Ausbruch des Zweiten Weltkrieges war Engels im Generalgouvernement beim Kommandeur der Sicherheitspolizei und des SD (KdS) Warschau Helmut Tanzmann eingesetzt. Ab September 1941 leitete er das Judenreferat bei der Gestapo in Lemberg und nahm an den Deportationen der Juden aus dem Distrikt Galizien in das Vernichtungslager Belzec teil. Am 1. September 1942 wurden auf Befehl von Engels elf Juden an einem Balkon erhängt, die dafür verwendeten Stricke stellte er dem Judenrat in Rechnung.
Unter Franz Marmon war Kriminalkommissar Engels ab Sommer 1944 stellvertretender Leiter der Gestapo Kassel. Engels leitete im Arbeitserziehungslager Breitenau in Guxhagen, das Ende März 1945 aufgelöst wurde, eine Außenstelle der Kassler Gestapo. Danach wurden 28 ehemalige Gefangene des Lagers durch ein von Engels zusammengestelltes Erschießungskommando exekutiert.
Kurz vor Kriegsende wurde Engels durch Angehörige der US-Army festgenommen und war danach unter anderem in Darmstadt und im Internierungslager Dachau inhaftiert. Engels wurde Ende Februar 1947 nach Polen überstellt. Am 13. März 1950 wurde Engels zum Tode verurteilt. Engels saß gemeinsam mit dem polnischen Widerstandskämpfer Władysław Bartoszewski und dem Abt von Tschenstochau in einer Zelle. Am 19. Mai 1951 wurde Engels im Gefängnis Mokotów in Warschau wegen seiner im Generalgouvernement begangenen Verbrechen hingerichtet.